# Villetelle (Hérault)
Villetelle – miejscowość i gmina we Francji, w regionie Oksytania, w departamencie Hérault.
Według danych na rok 1990 gminę zamieszkiwało 507 osób, a gęstość zaludnienia wynosiła 95 osób/km² (wśród 1545 gmin Langwedocji-Roussillon Villetelle plasuje się na 515. miejscu pod względem liczby ludności, natomiast pod względem powierzchni na miejscu 995.).

## Populacja

Populacja Villetelle w latach 1962-2008